# Дюринг, Уве
Уве Дюринг (нем. Uwe Dühring; род. 23 ноября 1955, Берлин) — немецкий гребец, выступавший за сборную ГДР по академической гребле в конце 1970-х годов. Чемпион летних Олимпийских игр в Москве, чемпион мира, победитель и призёр многих регат национального значения.

## Биография
Уве Дюринг родился 23 ноября 1955 года в Берлине. Проходил подготовку в столичном спортивном клубе «Динамо».
Впервые заявил о себе в гребле в 1972 году — выступил на чемпионате мира среди юниоров в Милане, где выиграл золотую медаль в программе распашных рулевых восьмёрок. Год спустя на аналогичных соревнованиях в Ноттингеме повторил это достижение в рулевых четвёрках.
В последующие годы неоднократно попадал в число призёров различных гребных дисциплин в зачёте национальных первенств ГДР.
Первого серьёзного успеха на взрослом международном уровне добился в сезоне 1978 года, когда вошёл в основной состав восточногерманской национальной сборной и побывал на мировом первенстве в Карапиро, откуда привёз награду золотого достоинства, выигранную в восьмёрках.
Благодаря череде удачных выступлений удостоился права защищать честь страны на летних Олимпийских играх 1980 года в Москве — совместно с командой гребцов, куда вошли Бернд Краус, Ханс-Петер Коппе, Йёрг Фридрих, Ульрих Карнац, Йенс Добершюц, Ульрих Конс, Бернд Хёинг и рулевой Клаус-Дитер Людвиг, победил в зачёте восьмёрок, опередив преследовавшую команду Великобритании почти на три секунды, и тем самым завоевал золотую олимпийскую медаль. За это выдающееся достижение по итогам сезона был награждён орденом «За заслуги перед Отечеством» в серебре.
После московской Олимпиады Дюринг больше не показывал сколько-нибудь значимых результатов на международной арене.